# Arundhati (film 2014)
Arundhati (অরুন্ধতী) è un film del 2014 diretto da Sujit Mondal.
Si tratta del remake del film telugu Arundhati.

## Colonna sonora
1. Monali Thakur – He Naropishach – 3:46
2. Madhuraa Bhattacharya – Borondala Saaja – 3:01
3. Kailash Kher – Joy Joy Ma – 4:29